# Agra (Oklahoma)
Agra es un pueblo ubicado en el condado de Lincoln, Oklahoma, Estados Unidos. Tiene una población estimada, a mediados de 2021, de 317 habitantes.

## Geografía
La localidad está ubicada en las coordenadas 35°53′42″N 96°52′13″O / 35.89500, -96.87028 (35.894937, 96.870195).

## Demografía
Según la Oficina del Censo, en 2000 los ingresos medios de los hogares de la localidad eran de $25,750 y los ingresos medios de las familias eran de $30,781. Los hombres tenían ingresos medios por $24,375 frente a los $12,344 que percibían las mujeres. Los ingresos per cápita para la localidad eran de $9,997. Alrededor del 27.1% de la población estaba por debajo del umbral de pobreza.
De acuerdo con la estimación 2016-2020 de la Oficina del Censo, los ingresos medios de los hogares de la localidad son de $31,406 y los ingresos medios de las familias son de $39,000. Alrededor del 20.9% de la población está por debajo del umbral de pobreza.